# Ephesiella macrocirris
Ephesiella macrocirris är en ringmaskart som beskrevs av Hartman och Fauchald 1971. Ephesiella macrocirris ingår i släktet Ephesiella och familjen Sphaerodoridae. Arten har ej påträffats i Sverige. Inga underarter finns listade i Catalogue of Life.